# Saint-Dié-des-Vosges
Saint-Dié-des-Vosges (Duits: Sankt Diedolt) is een gemeente in het Franse departement Vosges (regio Grand Est). De plaats maakt deel uit van het arrondissement Saint-Dié-des-Vosges. De gemeente telde 19.324 inwoners op 1 januari 2022.

## Cultuur
In Saint-Dié-des-Vosges wordt jaarlijks het Internationale Geografie Festival gehouden. Op 25 april 1507 werd voor het eerst de naam Amerika aan deze specifieke landmassa toegekend op een grote muurkaart die de Duitse cartograaf Martin Waldseemüller in Saint-Dié-des-Vosges maakte.

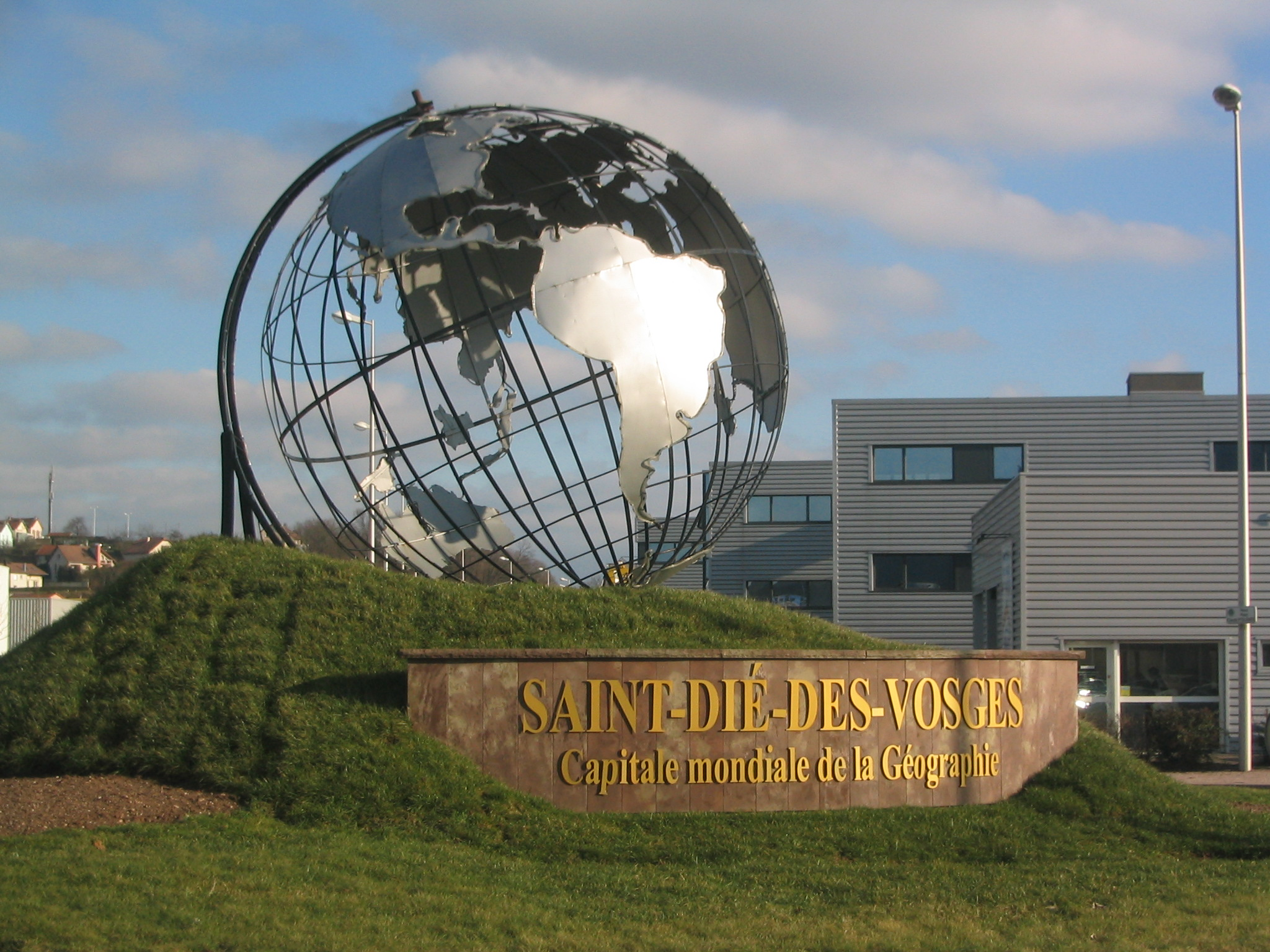
Hoofdstad van de geografie

### Bezienswaardigheden
- Kathedraal Saint-Dié
- Kloostergang
- Kapel Petit-Saint-Dié
- Kapel Saint-Roch
- Kerk Saint-Martin
- Fonteinen
- Museum Pierre-Noël
- Museum boerderij la Soyotte

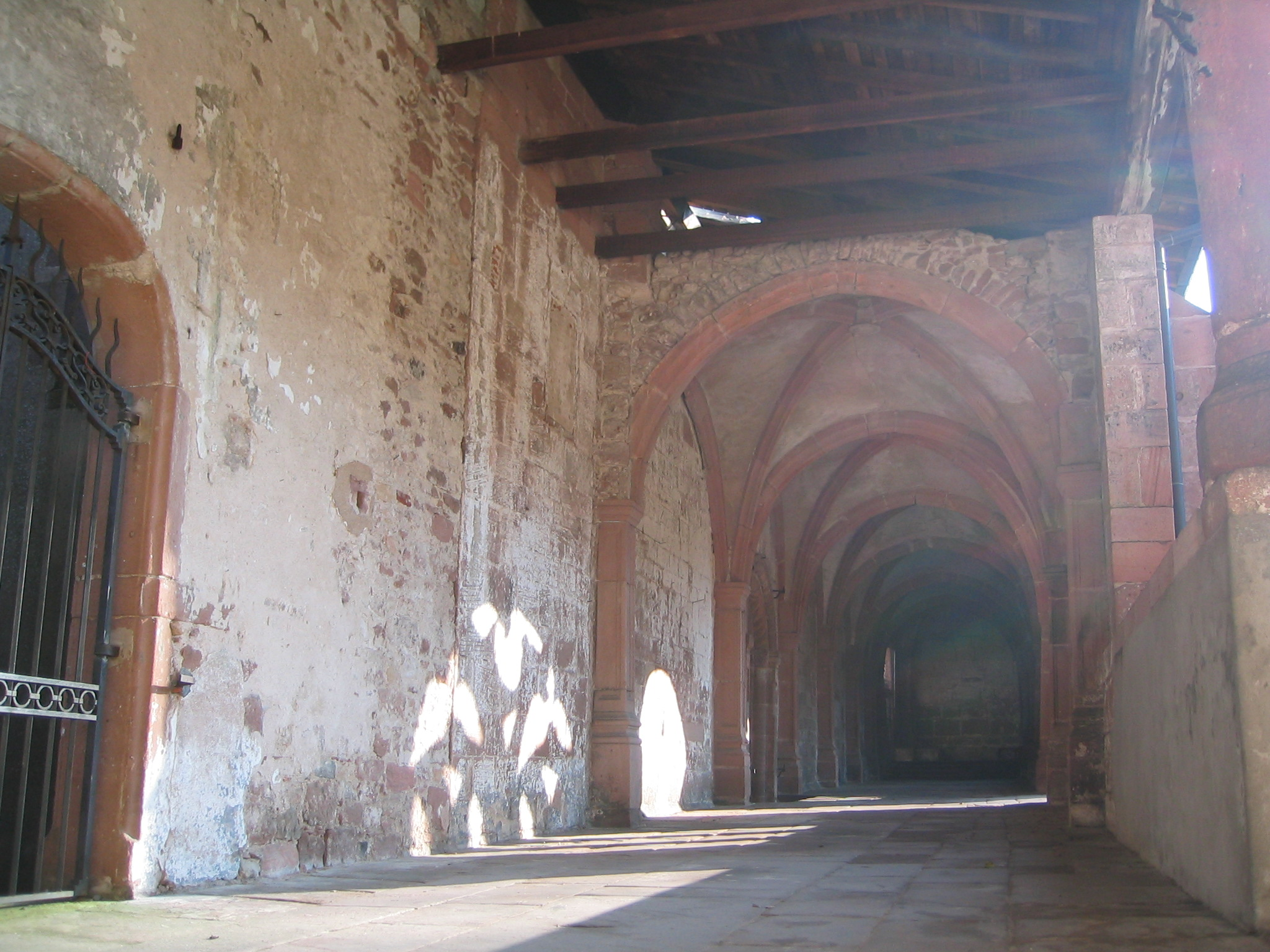
De Kloostergang

- Fabriek Claude et Duval (architect Le Corbusier, 1948-1951)
- Vrijheidstoren
- Roche Saint-Martin
- Keltische castra La Bure

## Geschiedenis
Het plateau van La Bure werd al 4.000 jaar geleden bewoond. In de 1e eeuw v.Chr. was hier een Gallische nederzetting beschermd door een murus gallicus. In de Gallo-Romeinse periode bleef de site bewoond en dit tot de 4e eeuw. Vanaf de 3e eeuw trokken de bewoners zich terug achter een muur.
De Abdij van Saint-Dié werd gesticht in 669 en de plaats ontwikkelde zich rond deze abdij. De voormalige abdijkerk Saint-Maurice werd gebouwd in de 12 eeuw. De abdij werd geseculariseerd en in de plaats kwam een kapittel. In de 15e en 16e eeuw was Saint-Dié een centrum van humanisten, verenigd door kanunnik Vautrin Lud rond het Gymnase Vosgien. In deze omgeving werd in 1507 de Cosmographiae Introductio samengesteld.
In 1777 werd In Saint-Dié de zetel van een bisdom.
Aan het einde van de Tweede Wereldoorlog werd de stad in brand gestoken door de Duitsers. Vanaf de jaren 1950 werd het stadscentrum op de rechteroever van de Meurthe heropgebouwd in een modernistische architectuur. De kathedraal, die gedynamiteerd was, werd wel heropgebouwd naar de oude plannen, maar kreeg wel moderne glasramen.

## Geografie
De oppervlakte van Saint-Dié-des-Vosges bedroeg op 1 januari 2022 46,15 vierkante kilometer; de bevolkingsdichtheid was toen 418,7 inwoners per km². De Meurthe stroomt door de gemeente.
De onderstaande kaart toont de ligging van Saint-Dié-des-Vosges met de belangrijkste infrastructuur en aangrenzende gemeenten.

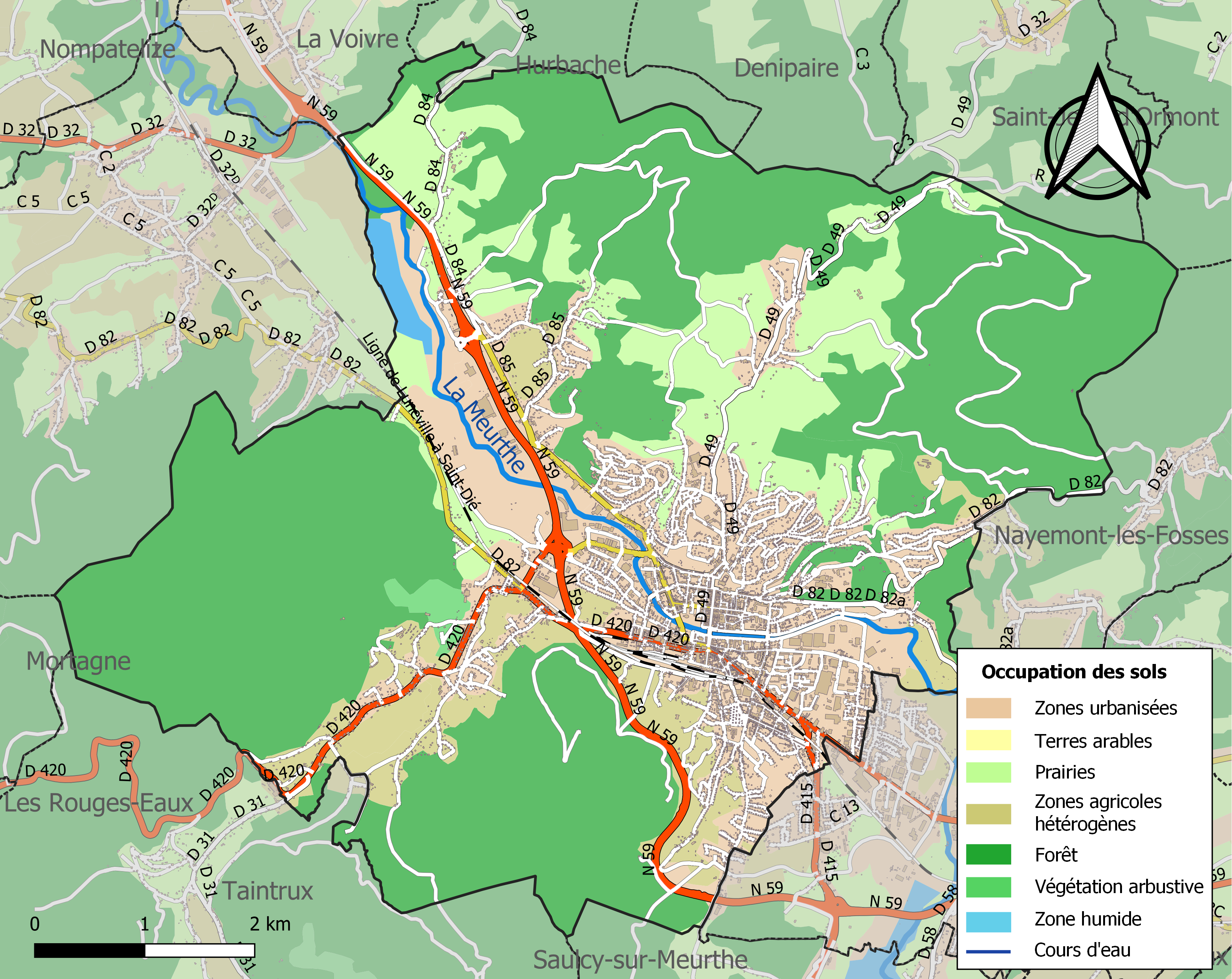

## Verkeer en vervoer
In de gemeente ligt spoorwegstation Saint-Dié-des-Vosges.

## Demografie
Onderstaande figuur toont het verloop van het inwonertal (bron: INSEE-tellingen).

## Sport
Saint-Dié-des-Vosges was in 2019 startplaats van een etappe in de wielerkoers Ronde van Frankrijk. De etappe werd gewonnen door de Slowaak Peter Sagan.

## Onderwijs

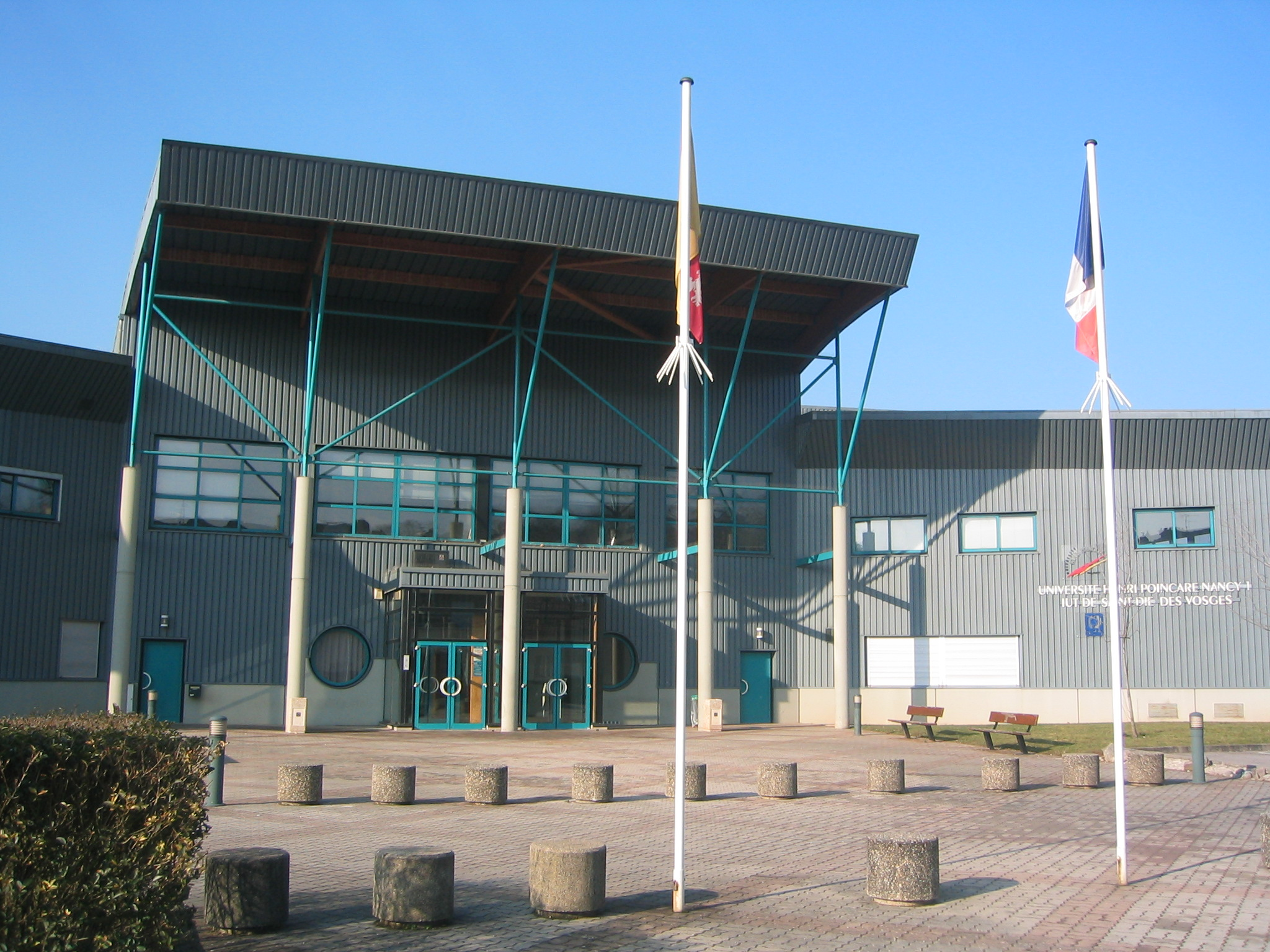
Saint-Dié-des Vosges : IUT

Universiteit Henri Poincaré : IUT (Institut Universitaire de Technologie)
- Elektrotechniek
- Elektronica
- Informatica
- Internet
- Communicatiemiddel

## Stedenbanden
- Aarlen (België)
- Cattolica (Italië)
- Crikvenica (Kroatië)
- Friedrichshafen (Duitsland)
- Lowell (Verenigde Staten)
- Meckhe (Senegal)
- Ville de Lorraine (Canada)
- Zakopane (Polen)

## Geboren in Saint-Dié-des-Vosges
- Catherine de Bar (1614-1698), kloosterlinge en benedictines
- Jules Ferry (1832-1893), politicus
- René Koehler (1860-1931), zoöloog
- Yvan Goll (1891-1950), Duits-Frans dichter, romanschrijver en toneelauteur
- Nadia Triquet-Claude (1978), veldrijdster
- Régis Lhuiller (1980), wielrenner
- Sylvain Dufour (1982), snowboarder
- Kalidou Koulibaly (1991), Senegalees-Frans voetballer bij SSC Napoli